# Furacão de 1893

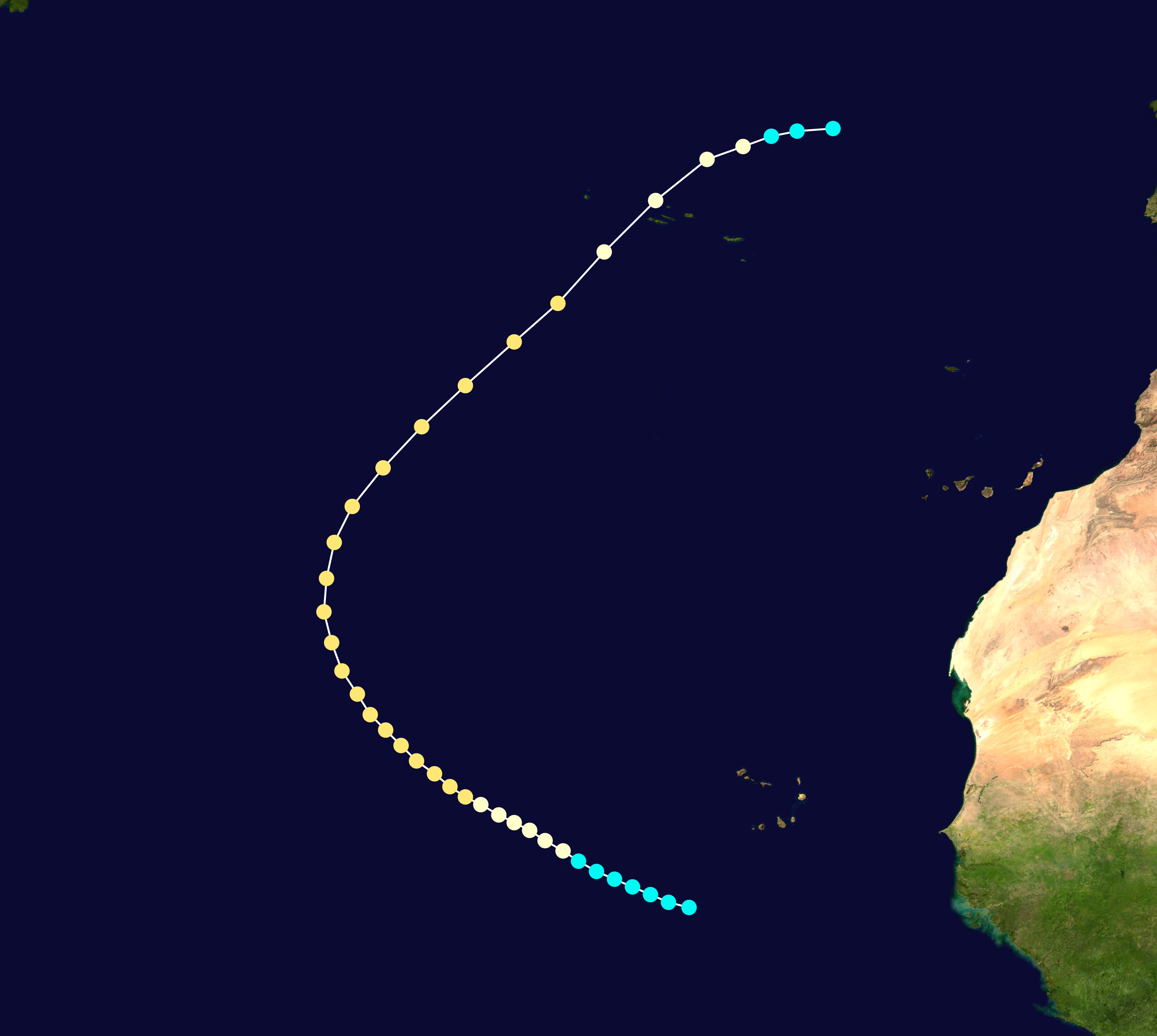
Trajetória estimada do furacão de 1893.

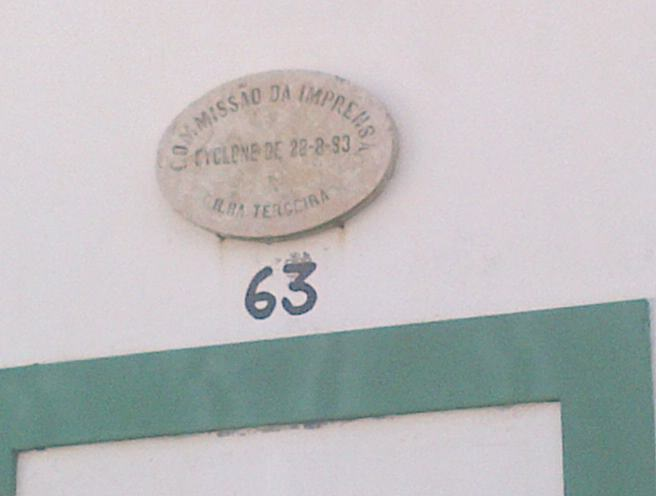
Placa identificando uma casa reconstruída após o furacão de Agosto de 1893, que causou enorme destruição na freguesia.

O Furacão de 1893 foi o sétimo furacão da temporada de 1893 de categoria 2 na escala de furacões de Saffir-Simpson que atingiu a 28 de Agosto de 1893 as ilhas do Grupo Central do arquipélago dos Açores, com ventos estimados nos 160-170 km/h. A tempestade formou-se perto das ilhas de Cabo Verde em 20 de agosto. Moveu-se para noroeste, atingindo a força de furacão de categoria 2 em 23 de agosto. O furacão manteve a sua força até 28 de agosto, quando as águas mais frias levaram a tempestade à transição extratropical. Esta tempestade foi um dos quatro furacões ativos no dia 22 de agosto.
Pelo menos cinco mortes foram relatadas e a destruição generalizada das culturas, habitações e outras estruturas construídas. Foi a maior tempestade de que há memória nos Açores, provocando uma grande enchente de mar e arruinando casas, igrejas, adegas e palheiros. Também os portos foram severamente atingidos com perda de muitas embarcações. A destruição dos milhos nos campos causou fome generalizada no ano seguinte. A ilha de São Jorge foi severamente atingida, particularmente a vila do Topo. Os danos do furacão de 1893 ainda são visíveis nalguns pontos da costa, nomeadamente na antiga, e hoje abandonada, Igreja Velha de São Mateus da Calheta, na Terceira, nas adegas e casas abandonadas do sudoeste da ilha do Pico e nas ruínas da Baía do Refugo, no Porto Judeu.
No porto da Horta perderam-se muitas embarcações e pelo menos três navios, entre os quais a escuna norte-americana Tremont (de 1200 toneladas) e o vapor italiano Guiseppe Emanuele. Este furacão pode ser um dos mais fortes ciclones tropicais que ultrapassou os Açores nos 100 anos anteriores. Causou vítimas e danos significativos nas ilhas do Faial e Terceira que foram posteriormente documentados (M. Lima e J. Agostinho).